# Alveoláris, zöngés zárhang
Az alveoláris, zöngés zárhang egyes beszélt nyelvekben használt mássalhangzó. A nemzetközi fonetikai ábécé (IPA) az alveoláris mellett a dentális és a posztalveoláris zöngés zárhangot is d jellel jelöli (bár a d̪ jellel meg lehet különböztetni a dentális formáját, vö. dentális, zöngétlen zárhang). X-SAMPA-jele szintén d. Az alveoláris, zöngés zárhangot a magyar nyelvben ugyancsak a d betű jelöli.

## Jellemzői
Az alveoláris, zöngés zárhang jellemzői:
- Képzésmódja zárhang (explozíva), ami annyit tesz, hogy létrehozásakor elzáródik a toldalékcsőben haladó légáramlat, majd ez a zár (a nazálisok kivételével) hirtelen feloldódik (felpattan).
- Képzéshelye alveoláris, ami annyit tesz, hogy a fogmedernél jön létre a nyelv hegyével vagy elejével; ezt apikális, ill. laminális képzésmódnak hívják. (Az apikális képzésmód egyebek mellett az angolban fordul elő, míg a laminális többek közt az újlatin nyelvekre jellemző.)
- Zöngésségi típusa zöngés, így a képzése során rezegnek a hangszalagok.
- Orális mássalhangzó, azaz a levegő a szájon át tudja elhagyni a beszédképző szerveket.
- Centrális mássalhangzó, tehát a légáram a nyelv közepénél halad át, nem pedig a szélénél.
- Légáram-mechanizmusa pulmonikus egresszív, vagyis a levegőt pusztán a tüdővel és a rekeszizommal kilélegezve képezhető, akárcsak a legtöbb más beszédhang.

## Változatai
| IPA     | Leírás                                    |
| ------- | ----------------------------------------- |
| d       | modális d                                 |
| dʱ v. d̤ | recsegő vagy mormolt d                    |
| dʲ      | palatalizált d                            |
| dʷ      | labializált d                             |
| dˤ      | faringalizált d                           |
| d̚       | felengedés nélküli d                      |
| d̥       | zöngétlenül vagy lazán/ernyedten ejtett d |
| d̬       | feszesen/mereven ejtett d                 |
| d̺       | apikális d                                |
| d̻       | laminális d                               |
| d̪       | dentális vagy dentialveoláris d           |
| d̟ v. d̪͆  | interdentális d                           |
| d̠       | posztalveoláris d                         |

## Előfordulása
| Nyelv   | Nyelv   | Szó               | IPA                     | Jelentés        | Jegyzet            |
| ------- | ------- | ----------------- | ----------------------- | --------------- | ------------------ |
| angol   | angol   | admit             | [ædˈmɪt]                | ’elismer’       | L. angol hangtan   |
| cseh    | cseh    | do                | [do]                    | ’-ba/-be’       | L. cseh hangtan    |
| finn    | finn    | sidos             | [sido̞s]                 | ’kötelék’       | L. finn hangtan    |
| francia | francia | dais              | [dɛ]                    | ’baldachin’     | L. francia hangtan |
| görög   | görög   | ντροπή            | [dro̞ˈpi]                | ’szégyen’       | L. újgörög hangtan |
| holland | holland | dak               | [dɑk]                   | ’tető’          | L. holland hangtan |
| indonéz | indonéz | dacing            | [ˈdatʃiŋ]               | ’mérleg’        |                    |
| japán   | japán   | 男性的/danseiteki | [danseiteki]            | ’férfias’       | L. japán hangtan   |
| koreai  | koreai  | 아들/adeul        | [adɯl]                  | ’fia vkinek’    | L. koreai hangtan  |
| magyar  | magyar  | adó               | [ɒdoː]                  | ’adó’           | L. magyar hangtan  |
| maláj   | maláj   | dahan             | [dahan]                 | ’ág’            |                    |
| máltai  | máltai  | dehen             | [den]                   | ’ész, eszesség’ |                    |
| német   | német   | Dach              | [dax]                   | ’tető’          | L. német hangtan   |
| norvég  | norvég  | dans              | [dɑns]                  | ’tánc’          | L. norvég hangtan  |
| örmény  | örmény  | դեմք              | [dɛmkʰ] (segítség·infó) | ’arc’           | L. örmény hangtan  |
| szlovák | szlovák | do                | [do]                    | ’-ba/-be’       |                    |
| yi      | yi      | ꄿ/dda            | [da˧]                   | ’hozzáértő’     |                    |